# Tania Velmans
Tania Velmans (vollständiger Name Tanja Georgiewa Gubidelnikowa-Velmans, bulgarisch Таня Георгиева Губиделникова-Велманс; * 1925 in Sofia, Bulgarien; † 1. März 2022) war eine französische Kunsthistorikerin und Byzantinistin bulgarischer Herkunft.
Sie war die Enkelin des Politikers und Bankiers Georgi Gubidelnikow, Vertreter einer der bekanntesten Kotlener Familien. Ihr Vater Georgi Gubidelnikow der Jüngere war ebenfalls Bankier und zwischen 1914 und 1947 Direktor der ersten bulgarischen Handelsbank (bulg. Българска търговска банка; siehe hierzu Atanas Burow). Nach der Machtergreifung der Kommunisten 1944 wurde er verhaftet. Tania heiratete später einen französischen Diplomaten, durfte jedoch zunächst aus Bulgarien nicht ausreisen. 1961 kam sie nach Paris.
In Paris studierte Tania Velmans Kunstgeschichte bei André Grabar an der École pratique des hautes études (Abschluss 1964). 1964 wurde sie Mitarbeiterin beim Centre national de la recherche scientifique, an dem sie später Directeur de recherche wurde. 1974 wurde sie mit der Dissertation La peinture murale byzantine à la fin du Moyen Age an der Sorbonne promoviert. Anfang der 1970er Jahre begannen auch Wissenschaftler aus Bulgarien mit ihr zu arbeiten. Von 1979 bis 1996 war sie Mitherausgeberin der Cahiers Archéologiques. Sie gab die Cahiers Balkaniques. Histoire de l’Art heraus.
Ihr Forschungsschwerpunkt war die byzantinische Kunst und ihr Einfluss auf dem Balkan, insbesondere die Malerei.

## Schriften (Auswahl)
- La peinture du Moyen Age en Yougoslavie: Serbie, Macédoine et Monténégro / Gabriel Millet, De Boccard, Paris 1954–1969, texte et présentation par Tania Velmans.
- Le Tétraévangile de la Laurentienne: Florence, Laur. VI. 23, Klincksieck, Paris 1971.
- mit Adeline Cacan de Bissy, Ljuben Praschkow: Icones bulgares: IX–XIXe siècle; Musée du Petit Palais, 16. März – 13. Juni 1976, Paris 1976.
- La peinture murale byzantine à la fin du Moyen Age. Klincksieck, Paris 1977 (= Dissertation).
- mit Ljuben Praschkow: Bulgaarse Ikonen van de IXe tot de XIXe eeuw: 26.11.1977 – 12.2.1978, Koninklijke Musea voor Kunst en Geschiedenis, Brüssel 1977.
- mit Adriano Alpago Novello: L’arte della Georgia. Affreschi e architetture. Jaca Book, Mailand 1996, ISBN 88-16-60192-2.
- Byzanz, Fresken und Mosaike. Zürich, Benziger 1999.
  - neugriechisch: Βυζάντιο: Τέχνη και διακόσµηση. ΕΚ∆. ΚΑΡΑΚΩΤΣΟΓΛΟΥ, Athen 2004, ISBN 978-960-7927-90-3.
- mit Vojislav Korac, Marica Suput:  Rayonnement de Byzance. L’art chrétien d’Orient, iconographie et architecture. Editions Desclée de Brouwer, Paris 1999, ISBN 2-220-04628-1.
- Le grand livre des icônes. Des origines à la chute de Byzance. Hazan, Paris 2002, ISBN 2-85025-841-5.
- L’art médiéval de l’Orient chrétien. Recueil d’études. 2. éd. rev. et augm. Éditions LIK, Sofia 2002, ISBN 954-607-475-6 (gesammelte Aufsätze, Inhaltsverzeichnis).
- mit Elka Bakalowa u. a (Hrsg.): Il viaggio dell’icona dalle origini alla caduta di Bisanzio. Jaca Book, Mailand 2002, ISBN 88-16-60283-X.
- La fabuleuse histoire de l’icône. Le Rocher, 2005, ISBN 2-268-05622-8
  - deutsch: Ikonen. Ursprung und Bedeutung. Belser, Stuttgart 2002, ISBN 3-7630-2405-0.
- mit Eduard Carbonell, Roberto Cassanelli (Hrsg.): L’art de la Méditerranée. Renaissances en Orient et en Occident, 1250–1490. Le Rouergue 2003, ISBN 2-84156-508-4.
  - deutsch: Das Zeitalter der Renaissance. Kunst, Kultur und Geschichte im Mittelmeerraum. Theiss, Stuttgart 2003, ISBN 3-8062-1814-5.